# Шоварна
Шоварна (рум. Șovarna) — село у повіті Мехедінць в Румунії. Входить до складу комуни Шоварна.
Село розташоване на відстані 264 км на захід від Бухареста, 26 км на північний схід від Дробета-Турну-Северина, 99 км на північний захід від Крайови.

## Населення
За даними перепису населення 2002 року у селі проживали 895 осіб, усі — румуни. Усі жителі села рідною мовою назвали румунську.